# Ban Tiếp công dân Trung ương (Việt Nam)
Ban Tiếp công dân Trung ương là cơ quan trực thuộc Thanh tra Chính phủ, có chức năng tham mưu, giúp Tổng Thanh tra Chính phủ quản lý nhà nước về công tác tiếp dân, xử lý đơn thư khiếu nại, tố cáo của công dân theo quy định của pháp luật; quản lý thống nhất việc xử lý đơn thư gửi đến Thanh tra Chính phủ; chủ trì việc phối hợp tiếp công dân tại Trụ sở Tiếp công dân Trung ương ở Hà Nội và Thành phố Hồ Chí Minh.
Ban Tiếp công dân Trung ương thành lập ngày 14 tháng 7 năm 2014, theo Quyết định số 1616/QĐ-TTCP ngày 14 tháng 7 năm 2014 của Tổng Thanh tra Chính phủ, trên cơ cấu kiện toàn lại Vụ Tiếp dân và Xử lý đơn thư.
Chức năng, nhiệm vụ, quyền hạn và cơ cấu tổ chức của Ban Tiếp công dân Trung ương được quy định tại Quyết định số 705/QĐ-TTCP ngày 6 tháng 8 năm 2018 của Tổng Thanh tra Chính phủ.

## Nhiệm vụ và quyền hạn
Theo quy định tại Nghị định số 64/2014/NĐ-CP ngày 26-06-2014 của Chính phủ quy định chi tiết thi hành một số điều của Luật Tiếp công dân, Ban Tiếp công dân trung ương có nhiệm vụ, quyền hạn như sau:
- Tổ chức việc tiếp công dân đến khiếu nại, tố cáo, kiến nghị, phản ánh tại Trụ sở Tiếp công dân Trung ương.
- Giải thích, hướng dẫn công dân thực hiện việc khiếu nại, tố cáo, kiến nghị, phản ánh theo đúng trình tự, thủ tục, đúng cơ quan, tổ chức, đơn vị, cá nhân có thẩm quyền giải quyết; chấp hành quyết định giải quyết khiếu nại, quyết định xử lý tố cáo đã được cơ quan, tổ chức, cá nhân có thẩm quyền giải quyết đúng chính sách, pháp luật.
- Phân loại, xử lý đơn khiếu nại, tố cáo, kiến nghị, phản ánh.
- Theo dõi, đôn đốc việc giải quyết khiếu nại, tố cáo, kiến nghị, phản ánh.
- Phối hợp với các vụ, cục chức năng của Thanh tra Chính phủ kiểm tra, rà soát vụ việc khiếu nại, tố cáo mà Tổng Thanh tra Chính phủ đã kết luận nhưng người khiếu nại, tố cáo tiếp tục khiếu nại, tố cáo khi được Tổng Thanh tra Chính phủ giao.
- Tổ chức tiếp, xử lý trường hợp nhiều người khiếu nại, tố cáo, kiến nghị, phản ánh về cùng một nội dung, vụ việc khiếu nại, tố cáo đông người.

## Lãnh đạo Ban
- Trưởng ban: Nguyễn Hồng Điệp[3]
- Phó Trưởng ban:

1. Dương Văn Huế[4]
2. Trần Quốc Dũng[5]
3. Lê Thị Hương Trà[6]

## Cơ cấu tổ chức
(Theo Khoản 1b, Điều 4, Quyết định số 705/QĐ-TTCP ngày 6 tháng 8 năm 2018 của Tổng Thanh tra Chính phủ)
- Phòng Tổng hợp
- Phòng Theo dõi, đôn đốc
- Phòng Tiếp công dân tại Trụ sở Tiếp công dân Trung ương ở Hà Nội (gọi tắt là Phòng Tiếp công dân I)
- Phòng Tiếp công dân tại Trụ sở Tiếp công dân Trung ương ở Thành phố Hồ Chí Minh (gọi tắt là Phòng Tiếp công dân II)
- Phòng Xử lý đơn thư